# Exocentrus ghesquierei
Exocentrus ghesquierei es una especie de escarabajo longicornio del género Exocentrus, categorizada en la tribu Exocentrini, de la subfamilia Lamiinae. Fue descrita por Breuning en 1956.

## Descripción
Mide 5-7 mm de longitud.

## Distribución
Se distribuye por Camerún, Costa de Marfil, Uganda, República Centroafricana y República Democrática del Congo.